# Intelligent Music Project
Intelligent Music Project es un supergrupo musical de Bulgaria fundado en 2012 por el empresario búlgaro Milen Vrabevski. La banda representó a Bulgaria en el Festival de Eurovisión 2022 con su canción "Intention".

## Historia
El supergrupo fue fundado por el empresario Milen Vrabevski y ha contado con vocalistas como Simon Phillips, John Payne, Carl Sentance, Bobby Rondinelli y Todd Sucherman. Estos lanzaron su álbum debut en 2012 y desde entonces han lanzado música y han estado de gira. Su actual cantante principal es el vocalista de rock chileno Ronnie Romero.
En noviembre de 2021, BNT reveló que fueron seleccionados para representar a la nación búlgara en el Festival de la Canción de Eurovisión 2022 en Turín. Su candidatura, "Intention", fue lanzada el 5 de diciembre, siendo la primera de la temporada en publicarse. El grupo está formado por el vocalista Ronnie Romero, Bisser Ivanov, Slavin Slavcev, Ivo Stefanov, Dimitar Sirakov y Stoyan Yankoulov. Yankoulov ya representó a Bulgaria en 2007 y 2013.

## Discografía

### Álbumes de estudio
- 2012 – The Power of Mind
- 2014 – My Kind o' Lovin'
- 2015 – Touching the Divine
- 2018 – Sorcery Inside
- 2020 – Life Motion
- 2021 – The Creation

### Sencillos
- 2020 – "Every Time"
- 2020 – "I Know"
- 2021 – "Listen"
- 2021 – "Sometimes & Yesterdays That Mattered"
- 2021 – "Intention"